# Gianna Jun
Gianna Jun (n.30 octombrie 1981) este o actriță sud-coreeană, cunoscută pentru rolurile din filmele: My Sassy Girl, Windstruck sau Il Mare.

## Biografie
Gianna Jun născută sub numele de Wang Jun s-a născut la Seul, Coreea de Sud pe 30 octombrie 1981.
La vârsta de 16 ani a jucat în filmul White Valentine (1999). În anul 2000 a urmat rolul din filmul Il Mare care s-a dovedit un succes. Însă celebritatea avea s-o dobândească în filmul My Sassy Girl (2001).
În 2004 colaborează cu același regizor, Kwak Jae-Yong, la filmul Windstruck care a devenit cel mai popular film coreean în Japonia.
În 2006 a apărut în filmul "Daisy", iar în 2008 în filmul "A Man Who Was Superman". Ji Hyun a lucrat îndeaproape cu CJ Entertainment, la Windstruck, The Uninvited, și la A Man Who Was Superman. În 2009, și-a făcut debutul în film în limba engleză, când ea a jucat rolul lui Saya în Blood: The Last Vampire, care a fost filmat în China și Argentina în martie 2007.
Cel mai recent film în care a evoluat este thrilerul In Berlin în regia lui Ryu Seung-wan.

## Filmografie
| Anul | Film                           | Rol                |
| ---- | ------------------------------ | ------------------ |
| 1999 | White Valentine                | Jung-min           |
| 2000 | Il Mare                        | Eun-joo            |
| 2001 | My Sassy Girl                  | Fata               |
| 2003 | The Uninvited                  | Yeon               |
| 2004 | Windstruck                     | Yeo Kyung-jin      |
| 2006 | Daisy (film)                   | Hye-young          |
| 2008 | A Man Who Was Superman         | Song Soo-jung      |
| 2009 | Blood: The Last Vampire        | Saya Otonashi      |
| 2011 | Snow Flower and the Secret Fan | Sophia/Snow Flower |
| 2012 | The Thieves                    | Anycall            |
| 2013 | In Berlin                      | Yeon Jung-hee      |
| 2013 | My love from the star          |                    |

### Televiziune
| Anul | Titlu                       | Rol          |
| ---- | --------------------------- | ------------ |
| 1997 | The Season of Puberty (MBC) |              |
| 1998 | Fascinate My Heart (SBS)    | Ga-young     |
| 1999 | Happy Together (SBS)        | Suh Yoon-joo |